# Колядчино
Коля́дчино — деревня в Дятьковском районе Брянской области, в составе Слободищенского сельского поселения. Расположена в 2 км к западу от посёлка городского типа Любохна, у автодороги Р68 Брянск—Дятьково—Киров. Население — 101 человек (2010).
Упоминается с XVII века в составе Хвощенской волости Брянского уезда. В XVIII—XIX вв. — владение Бестужевых, Исуповых, Гончаровых; позднее Головиных, Мальцовых и др. Входила в приход села Слободище. В XIX веке работал винокуренный завод.
С 1861 до 1924 входила в Любохонскую волость Брянского (с 1921 — Бежицкого) уезда; позднее в Дятьковской волости, Дятьковском районе (с 1929).

## Известные уроженцы
- Герой Советского Союза Дмитрий Павлович Сидоров (1920 — 1979)